# Bratrství (plynovod)

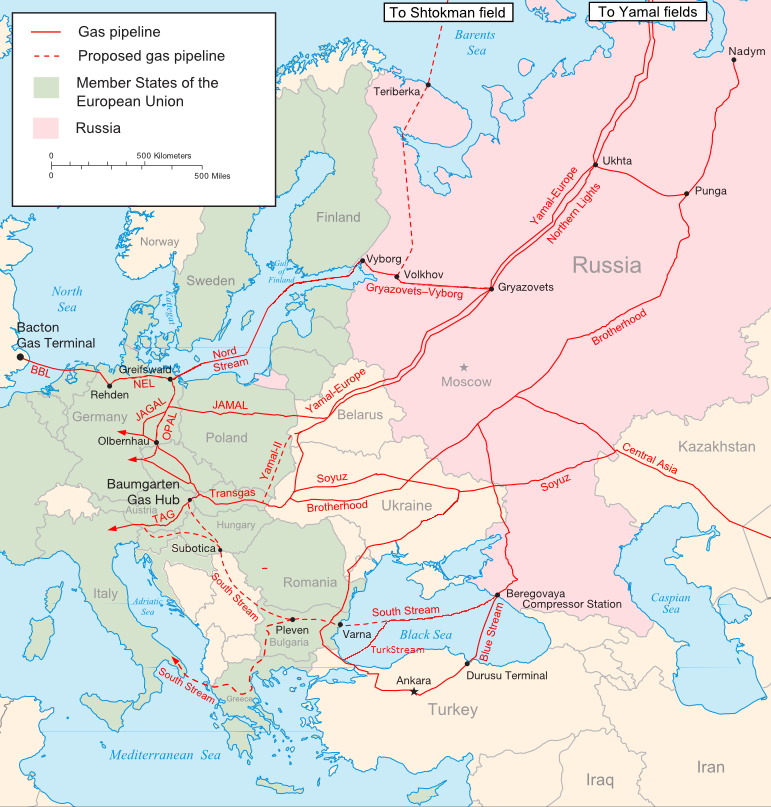
Ruské plynovody (Bratrství s popiskem Brotherhood).

Bratrství je plynovod na zemní plyn, který začíná ve Lvovské oblasti na Ukrajině a vede přes Slovensko do České republiky na jižní Moravu. První plyn přitekl plynovodem do tehdejšího Československa 30. června 1967.

## Historie
Smlouva o výstavbě plynovodu Bratrství byla podepsána v prosinci 1964 a po dvou a půl letech byl asi 550 kilometrů dlouhý plynovod slavnostně uveden do provozu. Zemní plyn v dohodnutém objemu 1 miliardy m3 měl pro Českoslovesko strategický význam, protože disponuje jen malými vlastními ložisky, a tak zemní plyn postupně nahradil spalování uhlí a využívání jedovatého svítiplynu.
V roce 1970 bylo rozhodnuto o vybudování 1100 km dlouhého tranzitního potrubí skrze tehdejší Československo a výstavba od roku 1971 a trvala 2,5 roku. Tranzitní plynovod zásoboval Rakousko a tehdejší východní i západní Německo. Plynovodem v roce 2017 ročně na Slovensko přitékalo 100 miliard m3 plynu, přičemž jedna větev vede ze Slovenska do České republiky a druhá větev do Rakouska, odkud dále pokračuje do Itálie, Maďarska, Slovinska a Chorvatska.
Slovenskou část plynovodu pod názvem Eustream vlastnily v roce 2024 čtyři firmy. Jednou z nich byla firma EPH českého miliardáře Daniela Křetínského, která přes skupinu EPIF vlastnila 49 % podíl.
Dne 1. ledna 2025 vypršela pětiletá smlouva Ruska s Ukrajinou na přepravu plynu plynovodem Bratrství, o které Ukrajina po začátku ruské invaze na Ukrajinu v roce 2022 avizovala, že ji už nehodlala prodloužit. Tranzit plynu z Ruska do Ukrajiny tak byl zcela a bez náhrady ukončen. O prodloužení smlouvy jel v prosinci 2024 jednat slovenský premiér Robert Fico do Moskvy s Vladimirem Putinem, ale k žádné změně nedošlo.

## Přeprava plynu v Česku
Jediným držitelem licence na přepravu zemního plynu v Česku je společnost NET4GAS, kterou v roce 2013 koupila od německé RWE napůl kanadská společnost Borealis a německá pojišťovna Allianz. NET4GAS provozuje v Česku 3800 kilometrů plynovodů a v roce 2017 ročně přepravoval okolo 45 miliard m3 plynu (z toho 8 miliard m3 pro domácí spotřebu).
V roce 2015 bylo přímo z Ruska nakupováno 55 % plynu a dalších 25 % z Německa, a 15 % z dalších zemí, i když se ve zmíněných případech jednalo o ruský plyn. Domácí produkce těžená na jižní Moravě tvořila asi 2 % spotřeby České republiky (200 miliónů m3).

### Diverzifikace
Díky napojení plynovodu Bratrství na další země je možné diverzifikovat dodávky plynu do ČR využitím reverzního provozu těchto plynovodů. Česko pro diverzifikaci využívá napojení na plynovody Gazela (napojení na plynovod Nord Stream v Německu), Opal (do Německa) a Jamal (z Ruska přes Bělorusko a Polsko).

## Spory
Diverzifikace dovozu se ukázala jako dobrou investicí v roce 2009, kdy spory Moskvy s Kyjevem o tranzitní poplatky způsobily zastavení dodávek ruského plynu plynovodem Bratrství přes Ukrajinu.
Dne 27. září 2022 ruská státní plynárenská společnost Gazprom oznámila, že ukrajinská firma Naftogaz by se mohla stát terčem ruských sankcí kvůli tomu, že zahájila arbitrážní řízení s Ruskem o nezaplacené tranzitní poplatky za plyn přepravovaný do Evropy.